# Bênção pós-parto

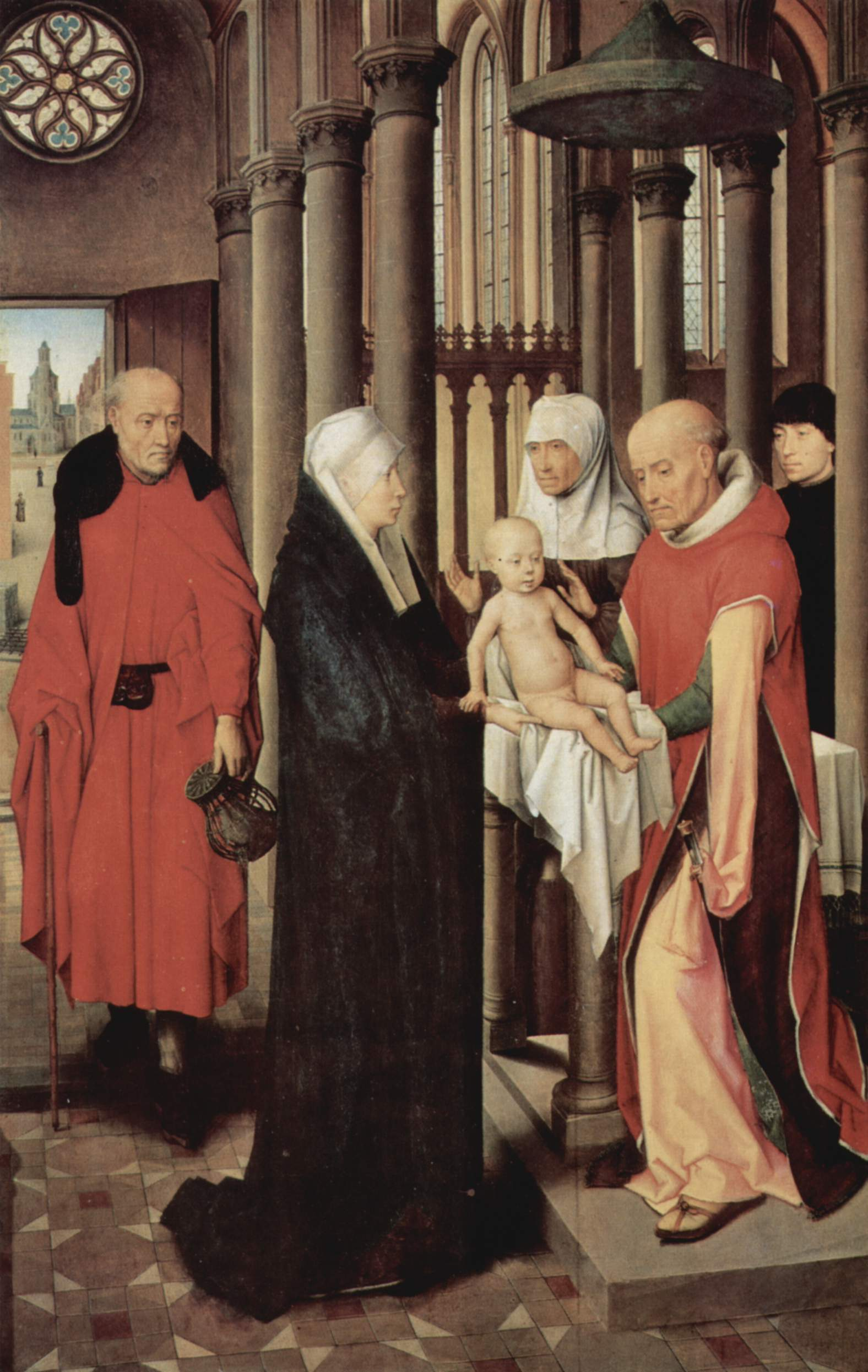
Apresentação no Templo, representação da Apresentação de Jesus no Templo na qual se baseia a bênção pós-parto. (Hans Memling, c. 1470, Museu do Prado, Madri).

Na tradição cristã, a bênção pós-parto, também chamada de ação de graças pelo nascimento ou adoção de um filho, é a cerimônia em que se concede uma bênção às mães após a recuperação do parto. Inclui agradecimento pela sobrevivência ao parto e ocorre mesmo quando a criança nasce morta ou morre sem ter sido batizada.
Embora a cerimônia não contenha elementos de purificação ritual, ela remete à prática judaica, conforme Levítico 12:2–8, em que as mulheres eram purificadas após o parto. À luz do Novo Testamento, o ritual cristão usa a simbologia da Apresentação de Jesus no Templo (Lucas 2:22–40). Apesar de algumas tradições considerarem que Maria concebeu Cristo sem impureza, ela foi ao Templo de Jerusalém para cumprir a Lei de Moisés.
O rito é citado pela primeira vez no direito canônico arábico pseudo-niceno. Mantém‐se no Cristianismo oriental, nas Igrejas luteranas, na Comunhão Anglicana e nas Igrejas metodistas; mas, no Rito Romano, só aparece na forma pré-Vaticano II (na Missa Tridentina) e em paróquias do Ordinariato anglicano.

## História
O costume de abençoar a mulher após o parto remete à Purificação de Maria mencionada em Lucas 2:22–40. A prática judaica baseava-se em Levítico 12:1–8, que definia o rito para restaurar a pureza ritual. Acreditava-se que a mulher ficava impura por causa do sangue e de outros fluidos no nascimento, parte da lei cerimonial, não moral.
Natalie Knödel observou que apartar e reintegrar a mãe por meio de um rito especial não é ideia exclusivamente ocidental ou cristã: ritos semelhantes existem em várias culturas, pois nascimento e morte são vistos como sagrados.
Paul V. Marshall sugere que, em sociedade agrícola, isso protegia a nova mãe de voltar cedo demais ao trabalho.
O repouso forçado após o parto é chamado de confinamento pós-parto. Historicamente, mulheres europeias ficavam em casa por longos períodos no período pós-parto, prática chamada resguardo da maternidade; eram assistidas por parentes femininas ou por uma enfermeira mensal. A bênção marcava o fim desse resguardo e reintegrava a mãe à comunidade.
O rito levou a mal-entendidos, pois pregadores citavam antecedentes bíblicos sem clareza. Papa Gregório I, no século VI, protestou contra a ideia de contaminação pelo parto e recomendou que as mulheres não fossem separadas da igreja.
Como bênção às mães, "não é um preceito, mas um costume piedoso e louvável, datado das primeiras eras cristãs."
David Cressy destaca que o rito reconhecia o esforço da mãe e os perigos do parto. Após um mês de resguardo, mulheres aguardavam essa bênção como festa social; para os homens, era o fim do "mês do ganso", em que cuidavam da casa.
Na França do século XIII, o rito enfatizava o papel da mulher como esposa e mãe.
O Segundo Concílio Plenário de Baltimore (outubro 1866) notou a negligência dessa bênção nos EUA e ordenou sua insistência; proibiu-a onde não se celebrasse missa.

## No Ocidente

### Catolicismo romano
O costume, referido como "bênção pós-parto", manteve-se até tempos recentes, especialmente no rito antigo. O título oficial era Benedictio mulieris post partum (bênção de mulher após o parto), focando bênção e ação de graças. O rito caiu em desuso após o Concílio Vaticano II, mas católicas tradicionalistas ainda o observam. O Livro das Bênçãos (1984) traz uma "Bênção de uma mulher após o parto" alterada, porém com o mesmo fim litúrgico. O rito batismal atual inclui bênção à mãe, mas o antigo permanece como bênção especial.
A oração conclusiva diz:

Ó Deus onipotente e eterno, por meio do parto da bem-aventurada Virgem Maria, transformaste em alegria as dores dos fiéis no nascimento; contempla misericordiosamente esta tua serva, que vem com júbilo ao teu templo oferecer seu louvor; e concede que, após esta vida, pelos méritos e intercessão da mesma Bem-aventurada Maria, possa merecer chegar, juntamente com sua descendência, às alegrias da felicidade eterna. Por Cristo, nosso Senhor.
A "Ordem para a bênção de uma mãe após o parto" ainda é usada, sobretudo por quem não pôde participar do batismo, e pode ocorrer fora da igreja. Concede-a padre, diácono ou ministro leigo autorizado.

### Luteranismo

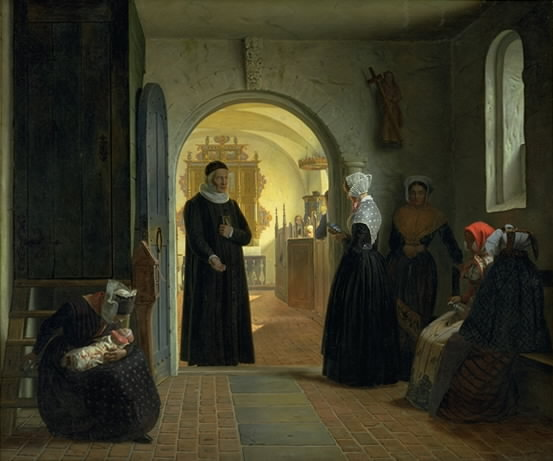
A solenidade de bênção pós-parto de uma mulher (Christen Dalsgaard, 1860). Cerimônia da Igreja da Dinamarca (luterana).

Historicamente, a bênção pós-parto era oferecida na Igreja Luterana,
```
após a celebração da 
Eucaristia
.
[
15
]
```

Um exemplo de oração, conforme a liturgia de 1918 da Igreja Luterana – Sínodo de Missouri:

### Anglicanismo
O rito da "bênção pós-parto" é oferecido na Comunhão Anglicana via Livro de Orações Comuns.
Na Igreja Episcopal nos Estados Unidos, a bênção pós-parto combina purificação da mãe e apresentação da criança. O Livro de Oração Comum (1979) substitui o rito antigo por "Ação de graças pelo nascimento ou adoção de uma criança", sem remeter a impureza ritual, e ocorre na liturgia dominical, após as intercessões.

### Metodismo
O rito, chamado oficialmente "Ordem de Ação de Graças pelo Nascimento ou Adoção de uma Criança", ainda ocorre em igrejas metodistas. As rubricas afirmam:

### Costumes
Os costumes variam, mas a data usual para a bênção pós-parto era o quadragésimo dia após o confinamento (ou nascimento), conforme a prática judaica. A Purificação de Maria e a Apresentação de Jesus no Templo são comemoradas quarenta dias após o Natal.
O serviço do Livro de Orações Comuns em inglês data apenas da Idade Média. Embora normalmente feito por sacerdote na igreja paroquial, houve casos de abençoar mulheres em casa.

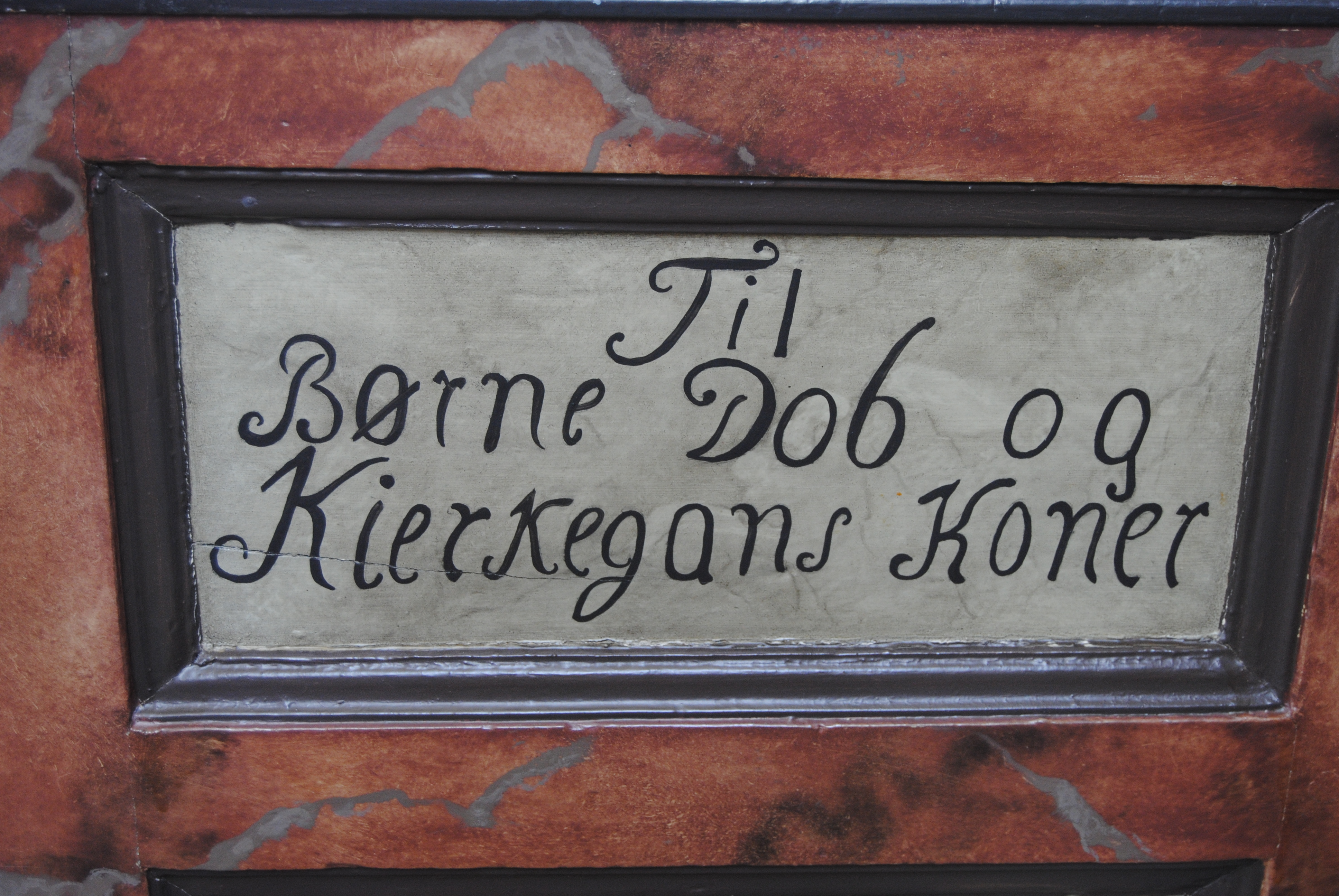
inscrição em banco usado para abençoar mulheres, igreja de Mariager, Dinamarca

Antes da Reforma Inglesa, a mulher ocupava o "lugar apropriado" junto ao nártex. No primeiro livro de Eduardo VI de Inglaterra, deveria ficar "perto da porta do coro"; no segundo, "perto do lugar do altar". Instruções do Bispo de Norwich (1636) ordenavam que as mulheres se ajoelhassem próximas à Mesa da comunhão, veladas, sem chapéu. Em algumas paróquias havia "assento da bênção". A realização no interior, e não no pórtico, indicava o fim da impureza ritual.
As bênçãos eram registradas em algumas paróquias. Em Herefordshire, não era adequado que o marido aparecesse ou sentasse com a esposa. A exigência de vir "vestida decentemente" referia-se ao ornamento de cabeça da moda. Um véu era obrigatório; inventário de 1560 da Igreja de São Benet Gracechurch inclui "um pano para bênção pós-parto, com franjas, damasco branco".
Nos tempos pré-Reforma, mulheres carregavam velas acesas na bênção, alusivas à Candelária e à bênção das velas pela Igreja Católica. Esperava-se oferta de oferta votiva, como o crisom ou a alva usados no batismo infantil.
Agostinho Schulte descreveu a cerimônia no início do século XX: A mãe ajoelha-se no vestíbulo ou no interior, com vela acesa. O sacerdote, em sobrepeliz e estola branca, asperge‐a com água benta em forma de cruz. Após recitar o Salmo 24 – "A terra é do Senhor e tudo o que nela há" –, oferece-lhe a estola e conduz‐na à igreja, dizendo: "Entra no templo de Deus, adora o Filho da Bem-aventurada Virgem Maria, que te concedeu a fecundidade de filhos." Ajoelhando-se diante do altar, recebe a bênção e nova aspersão de água benta, ao som de: "A paz e a bênção de Deus Todo-Poderoso, o Pai, o Filho e o Espírito Santo, desçam sobre ti e permaneçam para sempre. Amém."
Segundo tutorial moderno sobre missa, o fato de o sacerdote ir ao encontro e escoltar a mãe é sinal de respeito por ela.
Antigamente, considerava-se imprudente que a mulher saísse de casa antes de receber a bênção.
Na tradição folclórica anglo-irlandesa, mães não abençoadas eram vistas como atraentes às fadas e podiam ser raptadas, embora o rito não tenha origem nessas superstições.

## No Oriente
Na Igreja Ortodoxa Oriental e nas Igrejas Católicas Orientais do Rito Bizantino, muitas jurisdições mantêm a tradição de a mãe ir à igreja no quadragésimo dia pós-parto para bênçãos. Durante esse período, ela permanece em casa para recuperação e não recebe a Eucaristia, salvo em perigo de morte. O serviço inclui bênção da mãe e apresentação da criança a Deus, distinto das Orações no Primeiro Dia Após o Parto e da Nomeação da Criança no Oitavo Dia, normalmente em casa. Em algumas tradições, o batismo ocorre no oitavo dia, seguindo o rito do Antigo Testamento de bris ou circuncisão; a nomeação então dar-se-ia no templo, sem a presença da mãe, mas dos padrinhos.

### Bênção da mulher
No quadragésimo dia após o parto, a mãe é conduzida ao templo para receber a bênção ao retornar aos sacramentos. A criança (se viva) vai com ela, já purificada, acompanhada pelos futuros padrinhos. Todos permanecem no nártex, de frente para a nave, enquanto o sacerdote abençoa e reza por seu bem-estar.

### Bênção da criança
Se o infante já foi batizado, o sacerdote procede à bênção da criança; caso contrário, faz-no imediatamente após o batismo:
Levanta o infante e faz o sinal da cruz diante das portas do templo, dizendo: "O servo de Deus (Nome) é abençoado, em nome do Pai, do Filho e do Espírito Santo. Amém."
Conduz a criança ao centro da nave, recitando: "Entrarei em tua casa; adorarei em tua santa ceia com temor de ti." Interrompe-se e repete: "O servo de Deus (Nome) é abençoado…"
Avança ao iconostásio em frente às Portas Reais, repetindo a bênção.
Leva o bebê ao santuário, contorna o altar e retorna ao soleá.
Entoa o Nunc dimittis, faz a despedida (apolysis) e abençoa a testa, a boca e o coração do infante antes de entregá-lo à mãe.